# Keota (Iowa)
Keota è una città degli Stati Uniti d'America, situata nello Stato dell'Iowa, nella contea di Keokuk.